# Crocidura whitakeri
Crocidura whitakeri (білозубка Вітейкера) — дрібний ссавець, вид роду білозубка (Crocidura) родини мідицеві (Soricidae) ряду мідицеподібні (Soriciformes).

## Поширення
Країни проживання: Алжир, Єгипет, Марокко, Туніс. Місця проживання: субтропічні або тропічні сухі чагарники, скелясті береги і піщані береги. Знаходить притулки серед скель і в норах гризунів.